# Johann Wilhelm Zinkeisen
Johann Wilhelm Zinkeisen, född 12 april 1803 i Altenburg, död 5 januari 1863 i Berlin, var en tysk historiker. 
Zinkeisen blev 1826 filosofie doktor och 1831 docent i historia vid Leipzigs universitet, fick 1832 professors titel och vistades flera år för politiska och historiska studier i Paris. Han var 1841–1843 redaktör för den officiella Preußische Staatszeitung och från 1843 för dess fortsättning Allgemeine Preußische Zeitung, förfördelades under marsdagarna 1848 i sitt hem av en folkhop till följd av en från statsministeriet honom tillställd artikel i tidningen och tog då avsked. Under tiden maj 1848 till juni 1851 var han redaktör för den nya officiella tidningen Preußischer Staatsanzeiger och levde sedan som privatlärd i Berlin. 
Zinkeisen utgav en värdefull Geschichte Griechenlands (band 1, 3–4, 1832–1840; band 2 utkom aldrig) och är mest bekant för sin, för Arnold Hermann Ludwig Heerens och Friedrich August Ukerts samling skrivna Geschichte des osmanischen Reichs in Europa (sju band, 1840–1863).